# Gymnothorax austrinus
Gymnothorax austrinus es una especie de pez de la familia de los morénidas en el orden de los Anguilliformes.

## Morfología
Los machos pueden llegar a alcanzar los 88,2 cm de longitud total.

## Distribución geográfica
Se encuentra en Victoria Australia